# Валантен Порт
Валантен Порт (фр. Valentin Porte; Версај, 7. септембар 1990) француски је рукометаш и репрезентативац који тренутно игра за француског прволигаша Монпеље на позицији десног крила.
Од 2008. до 2016. играо је за Феникс Тулуза када је прешао у Монпеље. За Француску репрезентацију је дебитовао 2013. године са којом је освојио злато на Светском првенству 2015. у Катару и 2017. године у Француској и на Европском првенству 2014. у Данској, сребро на Олимпијским играма 2016. у Рио де Жанеиру и бронзу на Светском првенству 2019. у Данској и Њемачкој.

## Клупски профеји

### Монпеље
- ЕХФ Лига шампиона: 2018.
- Суперкуп Француске: 2018.